# آوگوست ساندر

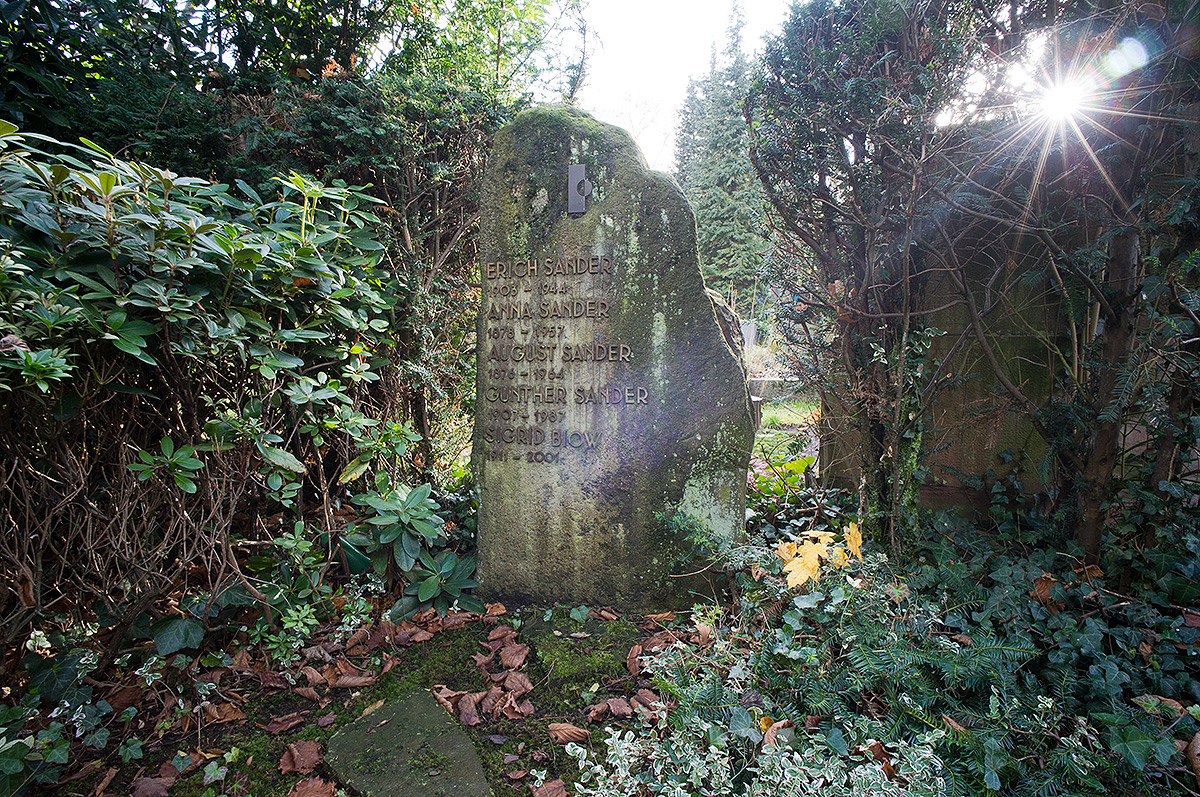
قبر ساندر، قبرستان ملاتن، کلن

آوگوست ساندر (به آلمانی: August Sander) عکاس اهل آلمان بود. آشنایی او با یک فرد ناشناس، سبب گردید که به عکاسی علاقه‌مند شود و بعدها یک مجموعهٔ تک‌چهره تهیه کند که ارزش و سودمندی آن امروزه همچنان به قوت خود باقی است. مجموعهٔ انسان‌های قرن بیستم او، با وسعت بی‌مانند خود، دورنمای ناتمامی از سیمای ملت آلمان است که در آن، سندر کثرتی از چهره‌های مختلف و رده‌های حرفه‌ای را گردآورده است. عکاسان معاصری همچون دیان آربوس و ریچارد اودان، از آثار او الهام گرفته‌اند.

## زندگی
سندر در ۱۸۷۶ به دنیا آمد و از سن کم در کنار پدر خود در معدنی مشغول کار شد. در همان اوان، به عکاس منظره پردازی برخورد، که قصد داشت از منطقهٔ پیرامون معدن عکس بگیرد. سندر ضمن کمک به او، بر آن شد که عکاسی را به عنوان کار آیندهٔ خود برگزیند. او با عزمی راسخ که خاص شخصیت وی بود، تصمیم گرفت یک دوربین تهیه کند و هنر عکاسی را طی اوقات فراغت خود فرابگیرد. با حمایت اکراه‌آمیز خانوادهٔ خود و به کمک عموی ثروتمندش، موفق شد یک دوربین قطع ۱۳ در ۱۸ سانتیمتر بخرد و وسائل تاریکخانه‌ای را که در کلبهٔ کوچکی در مجاورت یک انبار غله برپا کرده بود، فراهم سازد. نخستین مدل‌های سندر، اعضای خانواده‌اش بودند. او خانوادهٔ خود را به‌طور دسته جمعی و به طرزی مناسب در برابر دوربین قرار می‌داد و تصاویر منفی خوبی از آن‌ها تهیه می‌کرد، اما در کار چاپ عکس، با پاره‌ای از مشکلات روبرو بود. پس از هزار بار آزمایش و خطا، توانست به شیوهٔ چاپ عکس بر روب کاغذ با رنگ‌پذیری مستقیم تسلط یابد. در این شیوه، کاغذ حساس را بر روی تصویر منفی منطبق می‌کردند و پس از انجام نوردهی با نور روز و سپس رنگ‌بخشی (Virage) و ثابت‌سازی عکس، تصویر مثبت را حاصل می‌کردند. هرچند که نخستین مدل‌های سندر، از کار وی راضی نبودند (چرا که عکس‌ها مسلماً هیچگونه ظاهر فریبنده‌ای در خود نداشتند) اما او جستجوهای خود را در این کار سخت ادامه داد. نخستین عکس‌های خود را هنگامی بفروش رساند که همکاران او در معدن به او سفارش دادند که از روی عکس دسته جمعی آنان، ۷۰ نسخه برایشان چاپ کند. او خیلی سریع شهرت یافت و بزودی جوانان آلمانی که می‌خواستند به آمریکا مهاجرت کنند و مایل بودند یادگاری برای خانوادهٔ خود بر جای گذارند، سفارش‌های متعددی برای گرفتن تک‌چهره به او دادند.
سندر در سال ۱۸۹۶ به عنوان سرباز مشمول خدمت وارد ارتش آلمان شد. او در فرصت‌های خارج از خدمت، با عکاسی که از نظامیان تک‌چهره های یادگاری می‌گرفت، و این عکس‌ها را به آنان می‌فروخت، همکاری کرد. سندر پس از خدمت نظام خود، به سراسر آلمان سفر کرد و نزد بزرگترین عکاسان به کارآموزی پرداخت. بدین سان، تبحر در عکاسی معماری و تبلیغاتی را به سایر قابلیت‌های برجستهٔ خود افزود و طی زمانی کوتاه در درسدن به مطالعهٔ نقاشی چهره نیز پرداخت. پس از آن در سال ۱۹۰۱ ازدواج کرد، آلمان را ترک کرد و ساکن اتریش شد و در آنجا نخست به عنوان دستیار عکاس مشغول بکار شد و پس از آن عکاسخانهٔ خود را دایر کرد. در ابتدا تصویرهایی را که اصلاحات زیادی بر روی آن‌ها انجام می‌داد، با استفاده از شیوهٔ صمغ حاوی بیکرومات تهیه می‌کرد. کار او با موفقیت زیادی روبرو شد. به سبب آزمایش‌هایی که بر روی فنون رنگ‌های طبیعی انجام داد، «موزهٔ لایپزیگ» تعدادی از عکس‌هایش را خرید و جوایزی نیز به مناسبت نمایشگاه‌های بین‌المللی به او اعطا گردید. با آنکه کار عکاسخانهٔ او موفقیت زیادی بدست آورده بود، اما سندر به‌دلیل دلبستگی روزافزون خود به تابلوهای نقاشی، کتاب و عتیقه‌جات، بزودی با مشکلات مالی روبرو شد. در ۱۹۰۹ به دلیل بیماری پسر ارشد خود Erich، با تمامی اعضاء خانوادهٔ خود به کلن رفت و در آنجا عکاسخانهٔ دیگری دایر کرد. اندک زمانی بود که به تلقی تازه‌ای از هنر عکاسی تک‌چهره رسیده بود که این گونه عکاسی را از قراردادهای تغییرناپذیر خود آزاد می‌ساخت. سندر دریافته بود که محیط عکاسخانه، محدودکنندهٔ آزادی عمل فردی است و تصور می‌کرد که یقیناً می‌توان مشکلات فنی را که در خارج از عکاسخانه مطرح می‌شود (مانند تسلط به نورپردازی) حل کرد. با پی‌گرفتن این تلقی، در روزهای آخر هفته گردش‌هائی در منطقهٔ Westerwald که منطقهٔ زادگاهش بود انجام می‌داد و با دوچرخه‌ای قدیمی و ساکی که مالامال از وسایل عکاسی و نمونه هائی از کارهایش بود و آن را بر دوش داشت، به جستجوی موضوعات تازه می‌رفت. روستائیان Westerwald با حسن نیت تمام با وی برخورد می‌کردند و او یک سالی را صرف عکاسی از چارچوب زندگی عادی آنان کرد. این تصاویر، نخستین تصاویر مجموعهٔ انسان‌های قرن بیستم بودند. سندر طی جنگ جهانی اول، مجدداً وارد ارتش شد و در طول این دوران، زن او عکاسخانه اش را اداره می‌کرد. بلافاصله پس از پایان جنگ، سندر به گرفتن عکس برای برگه‌های هویت پرداخت که از آن پس اجباری شده بود.
سندر دوستان بسیاری در محافل هنری داشت که شماری از آن‌ها علاقهٔ زیادی به کارهای او داشتند. او به ویژه با نقاش مارکسیستی به نام Franz Wilhelm Seiwart مأنوس شده بود که عقیده داشت هنر باید منعکس‌کنندهٔ ساختارهای اجتماعی باشد. سندر در پی مباحثاتش با وی، تصمیم گرفت طرح Westerwald را ادامه دهد و آن را گسترش بخشد. اما این بار با دیدی بسیار متفاوت به سراغ اینکار رفت. جستجوی عینیت به رمز کار سندر بدل شد. او حالا دیگر اعتقادات و پیشداوری‌های خود را به مدلهایش تحمیل نمی‌کرد. با این همه، فنون چاپی که بکار می‌گرفت، سبب می‌گردید که تصاویر پدید آمدهٔ وی، ضورتی نگاره نما و فاقد واقع‌گرایی به خود بگیرد. فنونی که سندر از آنان استفاده می‌کرد، هنوز با نظرات وی مغایرت داشت. سندر یکی از تک‌چهره‌هایی را که در Westerwald گرفته بود، بر وی کاغذ براق که کلاً برای عکس‌های فنی بکار می‌رفت، بزرگ کرد. به یکباره تمامی جزئیات تصویر، نمایان گردید. بدین طریق، تک‌چهرهٔ مزبور بلافاصله گیرائی و جلوه‌ای برجسته یافت. این تصویر اگرچه عاری از فریبندگی و عملاً فاقد هرگونه جذابیت تجاری بود، اما با آرمان سندر همخوانی داشت. آنگاه سندر با کنارگزاردن شیوهٔ نگاره نمائی، مشتاقانه به کامل نمودن مجموعهٔ خود پرداخت. از مجریان هر حرفه‌ای چند نفر در برابر دوربین عکاسی یندر قرار گرفتند و تصویر تمامی آن‌ها با وضوح زیاد و با وسواس در نمایاندن کوچک‌ترین جزئیات، برداشت شد. او صورتهای خود را همچون صورت‌هائی ازلی و نمونه‌های بی‌زمان بشریت به‌شمار میاورد، و بدینسان بود که از صاحب منصبان و سرآشپزها، نقاشان و منشیان، تاجران، موسیقی‌دانان و بازیگران سیرک، به یکسان عکس گرفت.
سندر در سال ۱۹۲۹ با همکاری رمان‌نویس آلمانی «آلفرد دوبلین» کتاب چهرهٔ عصر ما را منتشر ساخت که مشتمل بر مجموعه‌ای از ۶۰ تک‌چهره به همراه متنی برای هر تصویر بود. این اثر باید مقدمهٔ طرحی بلندپروازانه‌تر می‌بود، اما به قدرت رسیدن نازی‌ها سبب متزلزل شدن موقعیت سندر شد. گشتاپو پسر او را که عضو حزب سوسیالیست کارگر بود، در ۱۹۳۴ توقیف کرد و به زندان افکند. همچنین بایگانی عکس‌های سندر را زیر و رو کرد و کمی بعد، طی همان سال، تمامی نسخه‌های کتاب چهرهٔ عصر ما را که در بازار موجود بود، جمع‌آوری و لوحه‌های چاپی آن را نابود کرد. سندر و خانوادهٔ او کلن را ترک گفتند و به westerwald رفتند و سندر از دنبال کردن طرح خود، منصرف شد. او اوقات خود را صرف موضوعاتی که چندان بحث‌برانگیز نبود کرد و به عکاسی از مناظر پرداخت.
سندر هیچگاه نتوانست مجموعهٔ انسان‌های قرن بیستم را به پایان رساند. در پایان جنگ، به‌دلیل سالخوردگی نمی‌توانست تک‌چهره‌های تازه‌ای بگیرد. به جای اینکار، به چاپ کردن تصاویر نگاتیو قدیمی خود و رده‌بندی آن‌ها پرداخت و نمایشگاه‌هائی ترتیب داد و اوقات خود را صرف آموزش عکاسی نمود. وی در سال ۱۹۶۴ درگذشت.